# Hiersac
Hiersac (okzitanisch: gleichlautend) ist ein Ort und eine Gemeinde mit 1.150 Einwohnern (Stand 1. Januar 2022) im westfranzösischen Département Charente in der Region Nouvelle-Aquitaine. Die Gemeinde besteht aus mehreren Weilern (hameaux) und Einzelgehöften.

## Lage
Der Ort Hiersac liegt in der alten Kulturlandschaft des Angoumois, einem Teil der Charente, in einer Höhe von etwa 70 m ü. d. M. und ist etwa 15 km (Fahrtstrecke) in westlicher Richtung von der Stadt Angoulême bzw. rund 31 km in östlicher Richtung von der Stadt Cognac entfernt. An der östlichen Gemeindegrenze verläuft der Fluss Nouère.

## Bevölkerungsentwicklung
| Jahr      | 1800 | 1851 | 1901 | 1954 | 1999 | 2013 |
| Einwohner | 583  | 770  | 596  | 619  | 1005 | 1033 |

Der Bevölkerungsrückgang im ausgehenden 19. und in der ersten Hälfte des 20. Jahrhunderts ist in der Hauptsache auf den Verlust an Arbeitsplätzen infolge der Reblauskrise und der zunehmenden Mechanisierung der Landwirtschaft zurückzuführen. Durch die Nähe zur Stadt Angoulême und den auf dem Lande deutlich niedrigeren Immobilienpreisen ist die Zahl der Einwohner seit den 1960er Jahren wieder angestiegen.

## Wirtschaft
Lebten die Bewohner des Ortes jahrhundertelang als Selbstversorger von den Erträgen ihrer Felder und Gärten, so wurde im ausgehenden Mittelalter und in der frühen Neuzeit der Weinbau vorangetrieben, der jedoch – nach der Reblauskrise im ausgehenden 19. und beginnenden 20. Jahrhundert – das alte Mengenniveau nie wieder erreicht hat. Eine nicht unbedeutende Rolle für das Wirtschaftsleben der Gemeinde spielt auch der Tourismus in Form der Vermietung von Ferienwohnungen (gîtes).

## Geschichte
In der Antike führte möglicherweise der sogenannte Chemin des Anglais, eine archäologisch nur unvollkommen untersuchte Römerstraße von Saintes (Mediolanum Santonum) nach Angoulême (Ecolisma) durch das Gemeindegebiet.
Im 15. Jahrhundert trat Jean de Valois, der Großvater Franz’ I. den Ort Hiersac an die Abtei von La Couronne ab. Im Verlauf der Französischen Revolution wurden sämtliche Grundherrschaften aufgelöst.

## Sehenswürdigkeiten

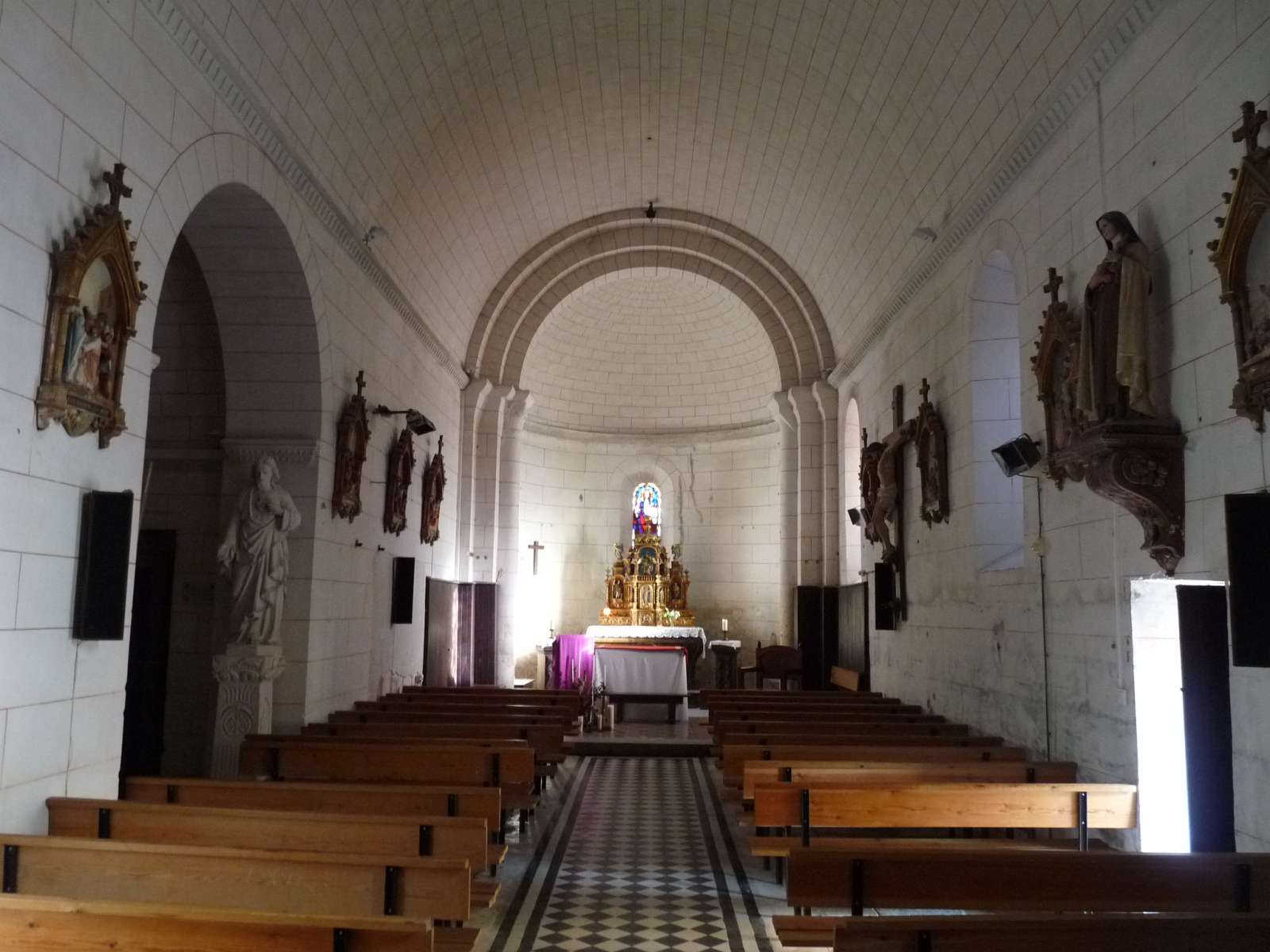
Kirche Saint-Thomas

- Die Pfarrkirche Saint-Thomas entstand im 12. Jahrhundert und ist aus gut behauenen Steinen gefügt. Die über Eck gestellten Strebepfeiler der Fassade wurden ca. 300 Jahre später hinzugefügt, um das Bauwerk zu stabilisieren; möglicherweise erhielt bei dieser Gelegenheit auch der Westturm sein wehrhaftes Aussehen. Das Kirchenschiff mitsamt dem Gewölbe ist verputzt und mit Fugenmalereien bedeckt; die Apsis hat die übliche Kalottenwölbung, ist aber ansonsten völlig schmucklos und ungegliedert. Der ländliche Kirchenbau hat zwei Eingänge, was auf eine ehemalige Prioratskirche hindeuten könnte, und ist seit dem Jahr 1941 als Monument historique anerkannt.[2]
- Im Ort befindet sich noch eine öffentliche Waage (poids publics) und ein Waaghäuschen aus dem 19. Jahrhundert.